# Carole Trébor
Œuvres principales
U4 : Jules, Combien de pas jusqu'à la lune
Carole Trébor est une écrivaine française, autrice de littérature d'enfance et de jeunesse. Elle a été présidente de la Charte des auteurs et des illustrateurs jeunesse et a aussi exercé les professions d'historienne et de réalisatrice de documentaires.

## Biographie
Historienne de formation, elle soutient sa thèse de doctorat Les relations artistiques entre la France et l'URSS de 1945 à 1985 : les arts plastiques (sous la direction de Gérard Monnier) à l'Université de Paris I en 2001.
Elle auto-produit ses trois premiers documentaires. Son documentaire Un p'tit bout d'Humanité, consacré aux sages-femmes de la maternité des Lilas, est sélectionné au 23e Festival international du premier film d'Annonay en 2006.
Elle écrit sa première série historique-fantastique, Nina Volkovitch, qui se déroule sous la dictature stalinienne des années 1940, a reçu le Prix Saint-Exupéry 2013 et le Prix Imaginales des collégiens 2013.
De mars 2015 à mai 2017, elle est présidente de la Charte des auteurs et des illustrateurs jeunesse.
En 2015, elle est l'un des auteurs de la saga post-apocalyptique U4 (chez Nathan / Syros), dont elle signe le roman U4 Jules, aux côtés de ses trois co-auteurs Yves Grevet, Florence Hinckel et Vincent Villeminot qui signent respectivement les trois autres titres U4 Koridwen, U4 Yannis et U4 Stéphane.
En 2016, Lumière : le voyage de Svetlana se déroule à la fin du XVIIIe siècle. Svetlana, petite parisienne, part à la recherche de ses origines, en Russie. Pour Michel Abescat, dans son avis critique de Télérama : « Jouant sur la tension entre raison des philosophes et croyances millénaires, brutalité des événements et fraîcheur du regard de son héroïne, Carole Trébor réussit un roman au charme lumineux. »
Ce roman est adapté en BD par le scénariste Lylian et la dessinatrice Sanoe aux éditions Vent d'Ouest en 2022.
Libérez l'ours en vous est publié en 2018. Pour Marie Lallouet dans son avis critique de La Revue des livres pour enfants : « Pièce de théâtre réellement écrite et jouée en 2008, Merci l'ours devient ici le fil rouge d'un roman choral, son auteure l'enchâssant dans le récit d'un groupe de lycéens qui monte la pièce. »
En 2019, son roman biographique Combien de pas jusqu'à la lune retrace la vie de la mathématicienne afro-américaine Katherine Johnson :
« Avec une exactitude historique remarquable, Carole Trébor retrace le double combat d’une surdouée dans un milieu scientifique ultra-misogyne et dans un pays vicié par la discrimination raciale. Passionnant », Sandrine Mariette (Elle).
En 2021, les éditions Albin Michel Jeunesse publient le premier tome de sa série Jeanne, la fille du docteur Loiseau,. Cette série se déroule dans le Paris des années 1920 et intègre des figures historiques réelles.
En 2021, paraissent ses premières bandes dessinées : Rouges Estampes, un thriller historique en pleine Commune de Paris co-écrit avec l'historien Jean-Louis Robert et illustré par Nicola Gobbi, et le premier tome de la série fantastique jeunesse Tâvutatêt, illustrée par le dessinateur italien Gabriele Bagnoli.
À partir de 2019, elle s'associe avec la compagnie Carrelage collectif pour faire tourner des lectures théâtrales et musicales de ses livres dans des médiathèques, des établissements scolaires et des salons.

## Œuvres

### Romans jeunesse
- Jeanne, la fille du docteur Loiseau, tome 3 : Le Chien d'Agatha Christie, Albin Michel Jeunesse, 2022, 224 pages  (ISBN 2226465847)
- Jeanne, la fille du docteur Loiseau, tome 2 : L'Acrobate des airs, Albin Michel Jeunesse, 2021, 224 pages  (ISBN 978-2-226-45471-3)
- Jeanne, la fille du docteur Loiseau, tome 1 : Le Cadeau de Kiki de Montparnasse, Albin Michel Jeunesse, 2021, 224 p., broché, 14 × 20 cm  (ISBN 978-2-226-45470-6)

### Romans pour adolescents
- Louise Michel, je suis tout en orage, Albin Michel, 2023, 21,5 x14,5, 336 p   (EAN 9782226453754)
- Combien de pas jusqu'à la lune, Albin Michel, 2019, 448 p., broché, 14,5 × 21,5 cm  (ISBN 978-2-22644-342-7)
- Libérez l'ours en vous[6],[7], Syros, coll. « Hors Collection », 2018, 416 p., broché, 15,4 × 22,5 cm  (ISBN 978-2-74852-130-6)
- Révoltées, Rageot, coll. « Hors Collection », 2017, 256 p., broché, 14 × 21,5 cm  (ISBN 978-2-70025-623-9)
- U4 Contagion, Avec Florence Hinckel, Yves Grevet, Vincent Villeminot, Nathan & Syros, coll. « U4 », 2016, 300 p., broché, 15,4 × 22,5 cm  (ISBN 978-2-09-256718-0)
- Lumière : le voyage de Svetlana[4], Rageot Éditeur, coll. « Hors Collection », 2016, 384 p., broché, 15,4 × 22 cm  (ISBN 978-2700250930)
- U4 Jules, Nathan & Syros, coll. « U4 », 2015, 300 p., broché, 15,4 × 22,5 cm  (ISBN 978-2-7485-1657-9)
- Nina Volkovitch 1/3, La Lignée, Gulfstream Éditeur, coll. « Nina Volkovitch », 2012, 224 p., broché, 14 × 22 cm  (ISBN 978-2-35488-171-9)
- Nina Volkovitch 2/3, Le Souffle, Gulfstream Éditeur, coll. « Nina Volkovitch », 2013, 216 p., broché, 14 × 22 cm  (ISBN 978-2-35488-181-8)
- Nina Volkovitch 3/3, Le Combat, Gulfstream Éditeur, coll. « Nina Volkovitch », 2014, 256 p., broché, 14 × 22 cm  (ISBN 978-2-35488-182-5)
- Vassilli Volkovitch, Le Serment, Gulfstream Éditeur, coll. « Nina Volkovitch », 2015, 276 p., broché, 14 × 22 cm  (ISBN 978-2-35488-250-1)

### Bandes dessinées
- Rouges estampes, une enquête pendant la Commune de Paris, co-auteur Jean-Louis Robert, dessin de Nicola Gobbi, Steinkis édition, 2021, 22,3 × 1,8 × 29,3 cm  (ISBN 978-2368463536)
- Tâvutatèt, tome 1 : Poursuivie !, dessin de Gabriele Bagnoli, Vent d'Ouest, 2021, 46 pages, relié, 21,5 × 1 × 29,3 cm  (ISBN 978-2749309446),
- Alicia, in U4 Contagion, dessin de Marc Lizano, Nathan & Syros, coll. « U4 », 2016, 300 p., broché, 15,4 × 22,5 cm  (ISBN 978-2-09-256718-0)
- Paloma, Et si on goûtait dans le jardin ?, Dessin & couleurs de Marc Lizano, Rageot, coll. « Paloma », 2017, 32 p., cartonné, 19 × 26 cm  (ISBN 978-2-35488-171-9)
- Paloma, Et si on dessinait ?, Dessin & couleurs de Marc Lizano, Rageot, coll. « Paloma », 2017, 32 p., cartonné, 19 × 26 cm  (ISBN 978-2-70025-414-3)
- Paloma, Et si on prenait un bain ?, Dessin & couleurs de Marc Lizano, Rageot, coll. « Paloma », 2017, 32 p., cartonné, 19 × 26 cm  (ISBN 978-2-70025-414-3)

### Albums jeunesse
- Maroussia, celle qui sauva la forêt, illustrations de Daniel Egnéus, Little Urban, 40 pages, 2021  (ISBN 978-2-37408-337-7)
- Les fanfarons, Tome 1, Hector, l'éléphant funambule, illustrations d'Arianna Tamburini, Gulfstream Éditeur, coll. « Au Cirque Fanfaron », 2011, 24 p., cartonné, 20 × 20 cm  (ISBN 978-2-35488-137-5)
- Les fanfarons, Tome 2, Ernesto, le coq acrobate, illustrations d'Arianna Tamburini, Gulfstream Éditeur, coll. « Au Cirque Fanfaron », 2011, 24 p., cartonné, 20 × 20 cm  (ISBN 978-2-35488-174-0)
- Les fanfarons, Tome 3, Marguerite, la vache jongleuse, illustrations d'Arianna Tamburini, Gulfstream Éditeur, coll. « Au Cirque Fanfaron », 2011, 24 p., cartonné, 20 × 20 cm  (ISBN 978-2-35488-138-2)
- Les fanfarons, Tome 4, Alain, le lapin magicien, illustrations d'Arianna Tamburini, Gulfstream Éditeur, coll. « Au Cirque Fanfaron », 2011, 24 p., cartonné, 20 × 20 cm  (ISBN 978-2-35488-174-0)

### Articles et ouvrages documentaires
- « Aragon, médiateur de l'art soviétique en France », dans Bernard Lecherbonnier et Jacques Girault (dir.), Les engagements d'Aragon, L’Harmattan, 1997  (ISBN 2-7384-6442-4)
- « Le destin du Musée National d'Art Moderne de Moscou (1918-1948) », dans la revue Histoire de l'Art #44, 1999, p. 49-63
- « Paysages industriels dans l'Art sovietique », dans Les Images de l'Industrie de 1850 à nos jours, Actes du colloque réuni les 28 et 29 juin 2001, Paris, Comité pour l'Histoire économique et financière  coll. « Histoire économique et financière de la France », 2002  (ISBN 978-2110933010)
- Les Jalons de l'histoire, Production/Diffusion Ina.fr, 2005-2006
- « L'Académie des Beaux-Arts de Moscou », dans Historicisme et Modernité du Patrimoine Européen, Actes du colloque à Reims, L'Harmattan, 2007  (ISBN 978-2-296-03027-5)
- Il nous faut un Théâtre, Mémoire du Ciné-théâtre de Tournon-sur-Rhône de 1928 à nos jours, préface de Jacques Bodoin, Éditions KinoCompagnie, 2010  (ISBN 978-2-9537-2870-5)
- Derrière le petit écran, illustrations de Clotka, Gulfstream Éditeur, coll. « Et toc ! », 2011, 240 p.  (ISBN 978-2-35488-133-7)

### Théâtre
- Merci l'ours, pièce de théâtre chantée, musique de Hervé Devolder, Production KinoCompagnie[15], 2008
- Noctambule de Bitume, pièce de théâtre chantée, musique Juliet Coren-Tissot, mise en scène de David Friszman, Production KinoCompagnie, 2009
- Au cirque Fanfaron, pièce de théâtre chantée pour enfants, musique de Juliet Coren-Tissot, avec Anne Tappon, Production KinoCompagnie, 2010

### Reportages, documentaires et émissions
- D'ici et d'ailleurs, documentaire sur les artistes russes en exil à Paris, Autoproduction, coll. « Films du Forum des Images », 2002, 54 min
- Le Maître des mystères : une rencontre avec Pierre Billard, documentaire sur Pierre Billard, animateur de l'émission radiophonique Les Maîtres du mystère, Production/Diffusion Ina.fr, coll. « Films du Forum des Images », 2006, 14 min 53 s
- Un p’tit bout d'Humanité, documentaire sur les sages-femmes de la maternité des Lilas, Autoproduction, sélectionné au 23e Festival International du Premier Film d'Annonay (section Nouvelles Images), 2006, 52 min
- Les Tabous de l'Histoire, entretiens mensuels avec un historien spécialisé de l’Histoire d’un pays européen, Production/Diffusion Arte.tv, 2006-2008
- Séries Off du Rire et Festivals du Rire, PVO Productions, Diffusion Youhumour.com, 2008-2010
- Il nous faut un Théâtre, Mémoire du Ciné-théâtre de Tournon-sur-Rhône de 1928 à nos jours, Production Rhône Communication, 2009
- Portraits de plantes et enquêtes, pour l’émission Silence, ça pousse !, Production CBTV, Diffusion France 5, 2010-2014

## Prix littéraires
- 2021 : Prix Ouest-France Dimoitou pour Jeanne la fille du docteur Loiseau, tome 1
- 2022 : Prix Jacaranda des lycées français du Maroc[16] pour Combien de pas jusqu'à la lune

## Adaptation de son œuvre

### En bande dessinée
- Lumière, de Lylian et Sanoe, Vents d'Ouest - d'après son son roman de 2016 Lumière : le voyage de Svetlana

1. Le voyage de Svetlana, 2022